# 卡爾頓冰川
卡爾頓冰川（英語：Carleton Glacier），是南極洲的冰川，位於維多利亞地的斯科特海岸，流經皇家學會嶺的李斯德山，最終注入伊曼紐爾冰川，美國地質調查局根據測量和該國海軍的空中照片繪入地圖，現時由南極條約體系管理。